# Metodologia
Metodologia és l'anàlisi sistemàtica i teòrica dels mètodes aplicats a un àmbit d'estudi. Inclou conceptes com paradigma, model teòric, fases i tècniques quantitatives i qualitatives. És un element clau de les ciències formals.